# استوارت دایبک
استوارت دایبک (به انگلیسی: Stuart Dybek) (زاده ۱۹۴۲) نویسنده آمریکایی است. او بیشتر به خاطر نوشتن داستان‌های کوتاه واقع‌گرا که به حاشیه‌نشینان شهرها و طبقات فرودست جامعه می‌پردازند، شناخته شده است. از داستان‌های برجسته او می‌توان به «ساحل شیکاگو» و «من با ماژلان دریانوردی کردم» (۲۰۰۳)، که درباره دوران کودکی‌اش در محلات جنوبی شیکاگو است، اشاره کرد.
نخستین مجموعه داستان او در سال ۱۹۸۰ منتشر شد. دای‌بک تاکنون چندین مجموعه داستان منتشر کرده‌است و در مجلات ادبی مانند آتلانتیک و نیویورکر نیز می‌نویسد. او مدرس داستان‌نویسی در دانشگاه ویسکانسین است و در دانشگاه‌های دیگر نیز به‌صورت دوره‌ای تدریس می‌کند. دایبک تاکنون برنده جایزه‌های بسیاری همچون جایزه بنیاد لنن، قلم/مالامود، گوگن‌هایم، انجمن مک‌آرتور و جوایز او. هنری شده‌است.